# 統制会長
統制会長（とうせいかいちょう）は、1938年（昭和13年）に第1次近衛内閣によって制定された国家総動員法に基づき、1941年（昭和16年）8月に重要産業団体令が公布されたことにより、生産増強を目指して業種別に組織された経済統制機関の会長。